# Souihla
Souihla  (in arabo السويهلة‎?) è un centro abitato e comune rurale del Marocco situato nella prefettura di Marrakech, regione di Marrakech-Safi. Conta una popolazione di 28 164 abitanti (censimento 2014).